# Głęboka Droga
Głęboka Droga (prononciation : [ɡwɛmˈbɔka ˈdrɔɡa]) est un village polonais de la gmina de Przysucha dans le powiat de Przysucha de la voïvodie de Mazovie dans le centre-est de la Pologne.
Il se situe à environ 12 kilomètres au sud de Przysucha (siège du powiat et de la gmina) et à 110 kilomètres au sud de Varsovie (capitale de la Pologne).

## Histoire
De 1975 à 1998, le village appartenait administrativement à la voïvodie de Radom.